# اعتقادنامه

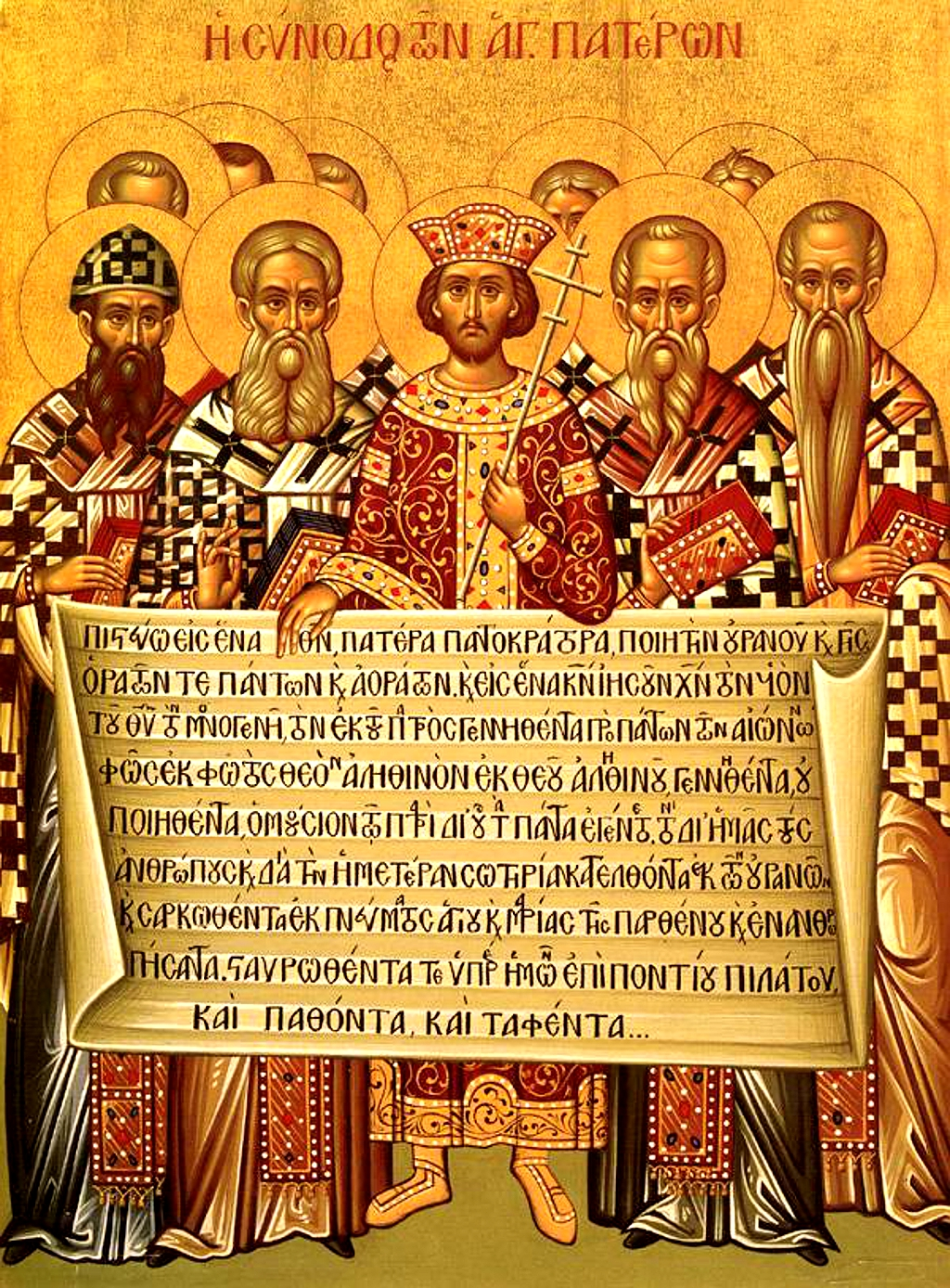
آیکونی که نشان می‌دهد امپراتور کنستانتین (وسط) و پدران مذهبی در شورای نیقیه (۳۲۵ م.) اعتقادنامهٔ نیقیه را نگه داشته‌اند.

اعتقادنامه بیان مختصر دکترین و اعتقاداتی است که باورمندان به یک مذهب باید به بندهای آن ایمان داشته‌باشند. در مسیحیت، اعتقادنامه‌ها توسط شوراهایی که در اوایل توسط کلیساها تشکیل شد تدوین یافتند. از مشهورترین اعتقادنامه‌ها، اعتقادنامهٔ نیقیه است که در شورای نیقیه (۳۲۵ م.) تدوین شد. اعتقادنامه‌های اولیه در مسیحیت شامل پرسش به هنگام غسل تعمید در مورد اعتقاد به ارکان تثلیث بود ولی بعدها اعتقادنامهٔ نیقیه توسط اکثر شاخه‌های مسیحیت پذیرفته شد.
در اسلام، اعتقادنامه‌های مختلفی وجود دارد که دکترین اسلام و رابطهٔ آن را با متون مذهبی شرح می‌دهند. ولی به جز شهادتین هیچ‌کدام از آنها مورد قبول همهٔ مسلمانان نیستند. قرآن و احادیث اعتقادنامهٔ خاصی را توصیف نمی‌کنند. افراد و گروه‌های مختلف اعتقادنامه‌های مختلفی را برای پیشبرد عقیدهٔ خود، محکوم‌کردن عقیده‌های دیگران، و انتقال عقیدهٔ خود به نسل‌های بعدی تدوین کرده‌اند. نمونه‌هایی از کتاب‌هایی که اعتقادات مسلمانان را شرح می‌دهند به شرح زیر است: اصول خمسه (معتزلی)، اعتقادات صدوق (شیعه دوازده امامی)، احیاء علوم‌الدین (اشعری)، و طبقات الحنابله و شرح السنة (حنبلی). بسیاری از این اعتقادنامه‌ها همچنان تدریس می‌شوند و گه‌گاه اعتقادنامه‌های جدیدی نیز نوشته می‌شوند، مانند اعتقادنامهٔ جدید سلفی توسط القاعده که دموکراسی و سکولاریسم را محکوم می‌کرد.